# 斑紫胸魚
斑紫胸鱼，为輻鰭魚綱鱸形目隆头鱼科的其中一種。其种加词“maculata”意为“有斑点的”。

## 分布
本魚分布于西北太平洋的日本海域。

## 特徵
本魚體側扁，幼魚體上方褐色，腹部灰白色，在下方面鱗片列之後有顯著的一系列的深色斑點且時常呈現一個十字形的圖案。眼睛下面有明顯的黃線。成魚具有橄欖色的背面，腹側灰白色，在靠近胸鰭的身體側邊之上有4條大的細長垂直黑色橫帶。鰓裂上有一鮮黃色斑點，背鰭硬棘9枚；背的軟條11枚；臀鰭硬棘3枚；臀鰭軟條11枚，體長可達16公分。

## 生態
本魚棲息在珊瑚平台區，幼魚常在潮池中發現，具性轉變，行一夫多妻制，活動力強，夜晚潛沙而眠，屬肉食性，以小型底棲動物為食。

## 經濟利用
可食用魚，但多做為觀賞魚。